# Сан-Кристобаль-де-Ентревіньяс
Сан-Кристобаль-де-Ентревіньяс (ісп. San Cristóbal de Entreviñas) — муніципалітет в Іспанії, у складі автономної спільноти Кастилія-і-Леон, у провінції Самора. Населення — 1560 осіб (2010).
Муніципалітет розташований на відстані близько 240 км на північний захід від Мадрида, 60 км на північ від Самори.
На території муніципалітету розташовані такі населені пункти: (дані про населення за 2010 рік)
- Сан-Кристобаль-де-Ентревіньяс: 1350 осіб
- Сан-Мігель-дель-Есла: 25 осіб
- Санта-Коломба-де-лас-Карабіас: 185 осіб

## Демографія
Динаміка населення (INE ):